# Master Blaster (dance-act)
Master Blaster is een Duitse danceact, bestaande uit DJ Sascha van Holt, Mike de Ville en de producer Rico Bass, met een eigen studio in Bochum.
Hun eerste single "Hypnotic Tango" was in 2002 een Top 10-hit in Duitsland en een van de succesvolste dance-singles van dat jaar daar. Master Blasters hit "Ballet Dancer" is geproduceerd met Turbo B., een Eurodance-MC. Een andere grote hit hadden ze met "How Old R U", die in 2003 de succesvolste single in de Duitse dance-hitlijsten was. In 2006 verscheen de single "Since You've Been Gone", een remix van de rock-klassieker van Russ Ballard uit 1976. Hun muziek bestaat voornamelijk uit commerciële trance-uitvoeringen van Italo Disco hits uit de jaren tachtig die tegenwoordig als "uit" of "fout" worden beschouwd.

## Discografie

### Albums
- We Love Italo Disco (2003)
- Put Your Hands Up (2007)

### Singles
- Hypnotic Tango (2002)
- Ballet Dancer (feat. Turbo B., 2003)
- How Old R U (2003)
- Dial My Number (2004)
- Since You've Been Gone (2006)
- Can Delight (2007)
- Walking in Memphis (2007)
- Everywere (2008)
- Come Clean (2009)
- Until the End (2010)
- Now You're Gone (& Norda) (2018)